# Gerd Heidemann
Gerd Heidemann (ur. 4 grudnia 1931 w Altonie, zm. 9 grudnia 2024 w Hamburgu) – niemiecki dziennikarz.

## Życiorys
Ukończył staż jako elektryk. W późniejszym okresie kształcił się również jako technik fotograficzny i fotograf. W sierpniu 1953 roku Heidemann został zatrudniony jako tajny współpracownik w Berlinie Wschodnim pod pseudonimem „Gerhard”. Dziennikarz miał między innymi monitorować przybycie amerykańskiej broni jądrowej do Niemiec Zachodnich dla Stasi i otrzymywać wynagrodzenie agenta za działalność szpiegowską. W 1954 roku po raz pierwszy pracował dla Sterna, a od września 1955 roku był wolnym strzelcem. Jedno z jego zdjęć z reportażu o Kongo otrzymało w 1965 roku pierwszą nagrodę „World Press Photo Award”. Był kolekcjonerem pamiątek z czasów hitlerowskich. Po raz pierwszy ożenił się w 1954 roku. Owocem małżeństwa był syn. Po roku rozwiedli się. W 1960 roku ponownie zawarli małżeństwo, którego owocem była córka. Jednak w 1965 roku ostatecznie małżeństwo się rozpadło. Dziennikarz w 1966 roku ponownie się ożenił ze swoją drugą partnerką. Jednak w 1971 roku para rozstała się. Przez kilka lat był w związku z Eddą Göring, córką marszałka Rzeszy Hermanna Göringa. Heidemann poślubił swoją trzecią żonę podczas ceremonii ślubnej w maju 1979 roku. Kobieta była przyjaciółką córki ministra lotnictwa III Rzeszy. Dziennikarz w 1973 roku zakupił jacht Carin II, który należał dawniej do marszałka. W związku z tym sprzedał swój dom w celu sfinansowania zakupu. Jednak po zakupie statku był mocno zadłużony. W późniejszym okresie spotykał się z dawnymi funkcjonariuszami III Rzeszy. Po otrzymaniu pieniędzy za spreparowane dzienniki Heidemann kupował drogie nieruchomości. Poprzez znajomych kolekcjonerów w 1980 roku nawiązał kontakt z fałszerzem Konradem Kujau, który ukrywał się pod pseudonimem Konrad Fischer. Zakupił od niego 62 rzekome pamiętniki spisane przez Hitlera. Pochodziły rzekomo od wschodnioniemieckiego generała, który przemycał je do Zachodnich Niemiec, jednak po analizie okazały się fałszywe. Został skazany na cztery lata i osiem miesięcy pozbawienia wolności za oszustwa.